# Phil Davis (skådespelare)
Philip "Phil" Davis, född 30 juli 1953 i Grays i Essex, är en brittisk skådespelare och regissör. Han har medverkat i en lång rad filmer, bland andra Alien 3, Vera Drake, Notes on a Scandal, och tv-serier som Rose and Maloney och Whitechapel.
Han är sedan år 2002 gift med den brittiska skådespelaren Eve Matheson.